# Great Moon Hoax

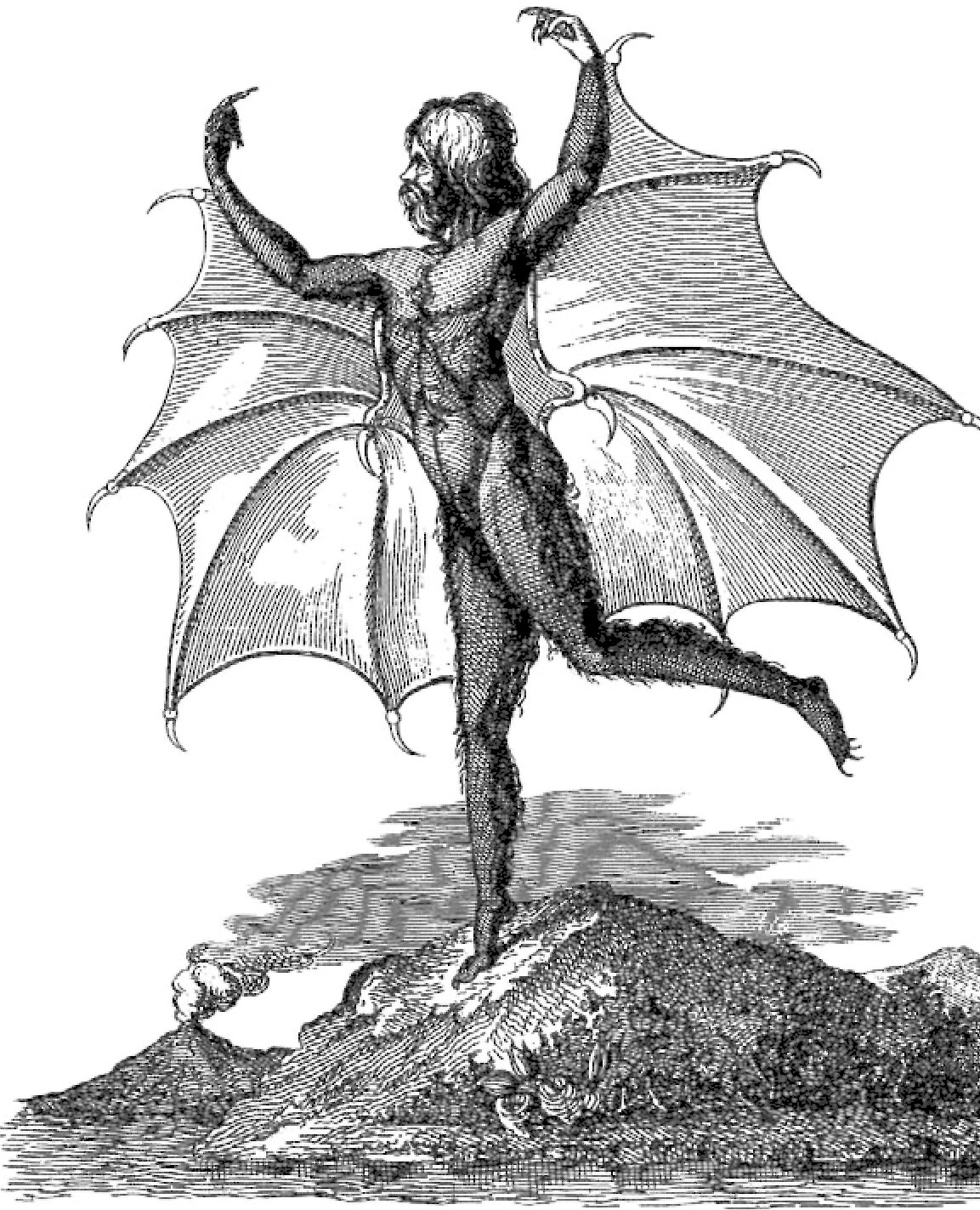
Den påhittade Vespertilio homo, från en italiensk kopia av artikelserien.

The Great Moon Hoax var en tidningsanka av större storlek som publicerades i slutet av augusti 1835 i New York Sun.
I en serie av 6 artiklar med tillsammans över 17 000 ord påstods att astronomen John Herschel året innan hade upptäckt liv på månen med hjälp av ett nyutvecklat teleskop från sitt observatorium vid Godahoppsudden i Sydafrika. Tidningen hade enligt egen utsago fått dessa nyheter från Dr. Andrew Grand, en vän till astronomens far William Herschel. Grand skulle ha fått uppgiften att sprida informationen för allmänheten i USA medan Herschel hade publicerad en vetenskaplig avhandling i den (vid tidpunkten redan nedlagda) tidskriften Edinburgh Journal of Science.
I den första artikeln berättades inget om det påstådda livet på månen än. Den var istället en ingående beskrivning av det uppdiktade teleskopets tekniska egenskaper och dess förmåga att göra detaljer på olika himlakroppar synliga. Den andra artikeln beskrev rödaktiga blommor och fyrfota djur som liknade bison på jorden. När den tredje artikeln publicerades fick tidningens läsare nyheten att det finns bävrar på månen som gick på sina bakfötter liksom människor och att de hade självbyggda hus samt förmågan att använda eld. Den fjärde artikeln introducerade varelser som ser ut som en korsning mellan människor och fladdermöss. De skulle enligt Grand få det vetenskapliga namnet Vespertilio homo. I den femte artikeln beskrevs ett kolossalt tempel och i den sjätte artikeln berättades om en annan människo-fladdermöss-ras som var betydlig större än den förstnämnda.
Nyheterna resulterade delvis i skepsis och delvis i beundran. Olika andra tidningar från New York kopierade texterna i sina egna utgåvor. Några chefredaktörer från konkurrerande tidningar betecknade uppgifterna redan från början som nonsens. Efter några dagar medgav New York Sun att artikelserien endast var tänkt som god underhållning.